# Рътгърски университет
Рътгърският университет, официално наричан „Рътгърс“, Щатският университет на Ню Джърси (на английски: Rutgers, The State University of New Jersey) или Университет „Рътгърс“, най-вече само „Рътгърс“ (ˈrʌtɡərz), е щатски университет, най-голямото висше училище в щата Ню Джърси, САЩ.
Разположен е в 3 кампуса – първоначалния Ню Брънзуик кампус (включващ по-малки кампуси) в гр. Ню Брънзуик и съседния тауншип (адм. единица) Пискатауей, както и още 2 кампуса в градовете Нюарк и Камдън.
Чрез 9000 преподаватели от 175 академични департамента обучава повече от 65 000 студенти, докторанти и специализанти.

## История
Училището се нарича Куинс Колидж (Queen's College – Колеж на Кралицата) при създаването му на 10 ноември 1766 г. Той е хронологично 8-ият колеж в Съединените щати, както и сред 9-те висши училища (наречени колониални колежи), акредитирани преди обявяването на независимостта на САЩ (1776). В чест на филантропа, политик и герой от Войната за независимост полковник Хенри Рътгърс (Henry Rutgers, 1745 – 1830) е преименуван на Рътгърски колеж / Колеж „Рътгърс“ (Rutgers College) през 1825 г.
В учебното заведение се въвежда съвместно обучение на мъже и жени, то се развива като изследователско училище, става обществен университет, след като е наречено Щатският университет на Ню Джърси в закони на легислатурата (парламента) на Ню Джърси от 1945 и 1956 г. Междувременно са присъединени Университетът на Нюарк (1946) – създаден през 1908 г., и 2 колежа в Камден (1950), които оттогава стават известни съответно като Рътгърски университет – Нюарк и Рътгърски университет – Камден, а бившият колеж в Ню Брънзуик е наричан Рътгърски университет – Ню Брънзуик.

## Личности
Сред известните личности, свързани с „Рътгърс“ като преподаватели или студенти, са 5 нобелови лауреати: Милтън Фридман, Тони Морисън, Дейвид А. Морс, Хайнрих Рорер и Селман Ваксман.

## Галерия
- Колидж авеню кампус (Ню Брънзуик)
- Ливингстън кампус (Пискатауей)
- Камден кампус
- Нюарк кампус